# 잡곡밥
잡곡밥은 한국 요리의 하나로 잡곡을 같이 넣어 지은 밥이다.
그리고 잡곡밥이란 밥과 곡식 여러 종류를 함께넣어서
진 밥이다.

## 같이 보기
- 한국 요리
- 밥
- 오곡밥